# Rodion Gataullin
Rodion Aksanovitj Gataullin (ryska: Радион Аксанович Гатауллин) , född 23 november 1965, Tasjkent, Uzbekiska SSR, Sovjetunionen är en f.d. sovjetisk/rysk friidrottare (stavhoppare). Han är tatar men tävlade för Sovjetunionen och senare Ryssland.
Gataullin blev andra man efter Sergej Bubka att klara 6 meter vilket han gjorde 1989. Gataullins största framgångar kom vid inomhus-VM där han både 1989 och 1993 vann guld. Utomhus blev han största meriter bronsmedaljen från VM i Rom 1987 och silver vid OS 1988 i Seoul. Fyra EM-guld har han också (två utomhus och två inomhus).
Gataullin slutade sin aktiva karriär 2001.